# Jean-Vincent Scheil

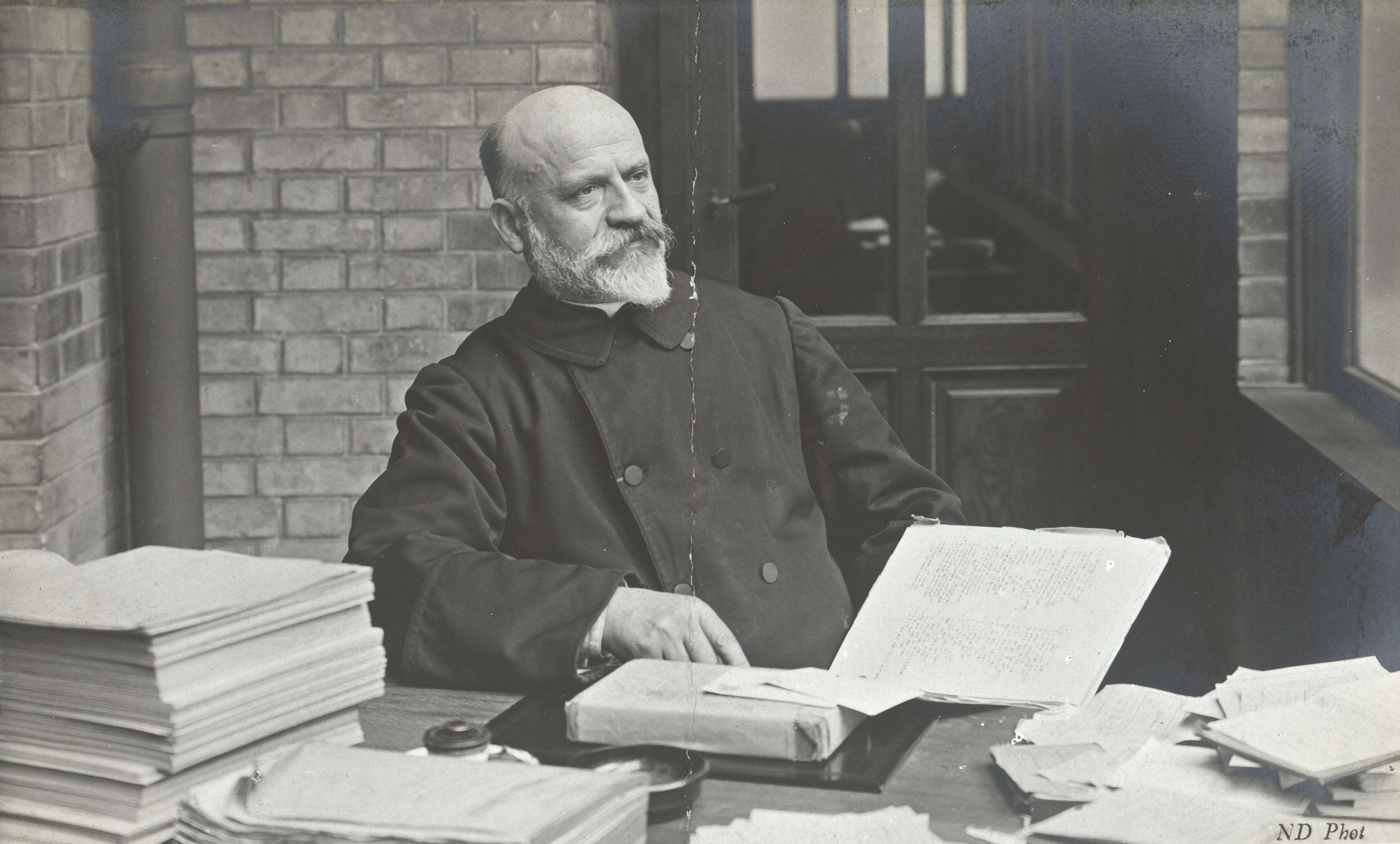
Herr Professor Scheil (Altorientalistik) - Vorlesung an der Sorbonne (Sorbonne-Bibliothek, NuBIS)

Jean-Vincent Scheil (* 10. Juni 1858 in Königsmachern; † 21. September 1940 in Paris) war ein französischer Assyriologe, der durch die Entzifferung des Codex Hammurapi und die Entdeckung und Übersetzung der sogenannten Kischtafel oder englisch Scheil dynasty tablet, eine Version der Sumerischen Königsliste, berühmt wurde.
Jean Scheil trat 1882 in den Dominikanerorden ein und erhielt den Ordensnamen Vincent. Nachdem er das ordensübliche Studium der Theologie abgeschlossen hatte und zum katholischen Priester ordiniert wurde, begann Scheil 1887 ein Studium der Ägyptologie und Assyriologie an der École pratique des hautes études und am Collège de France bei Arthur Amiaud, Jules Oppert, Gaston Maspero und Pierre-Paul Guieysse. 
1890 wurde er Mitglied der Mission archéologique française du Caire und nahm an der Untersuchung der Nekropole von Theben teil. 1892–93 katalogisierte er die ägyptischen und altorientalischen Denkmäler des Archäologischen Museums in Istanbul (danach in der Ferienzeit bis 1898). 1894 leitete er die Ausgrabungen von Sippar. 1895 wurde er in Nachfolge von Arthur Amiaud Professor für Assyriologie an der École pratique des hautes études (Emeritierung 1933).

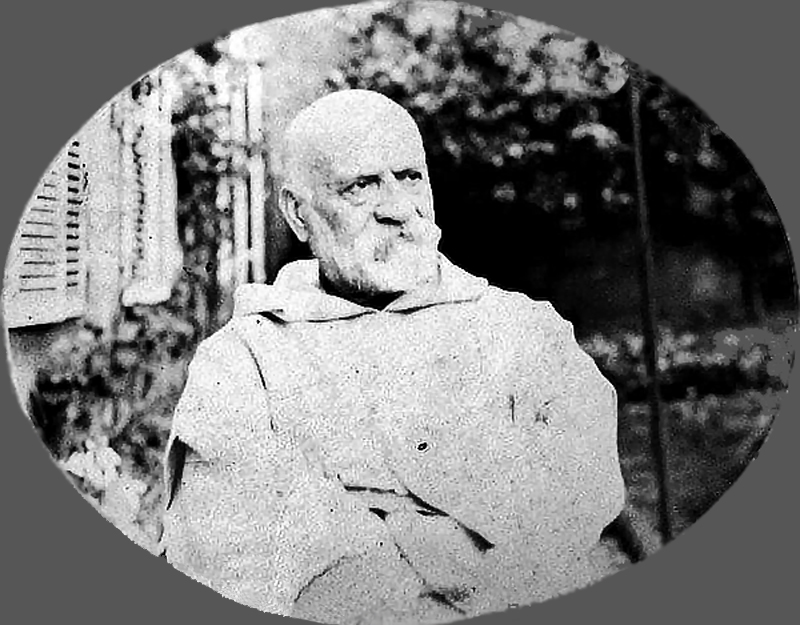

Ab 1899 war er Mitglied der Délégation en Perse unter Jacques de Morgan, die die Ausgrabungen von Susa durchführte. Er leitete von 1900 bis 1911 die Fachzeitschrift der Körperschaft, Mémoires de la Délégation en Perse. Während der Untersuchung im Dezember 1901 und Januar 1902 war Scheil dort an der Entdeckung einer Stele aus Basalt beteiligt, die den Text des Codex Hammurapi überliefert. Scheil entzifferte die Stele sofort und übersetzte den Codex aus dem Akkadischen ins Französische. Dadurch gelangte er zu Weltruhm.
Papst Leo XIII. ernannte ihm 1903 zum Konsultator der Päpstlichen Bibelkommission. Seine Berufung auf den Lehrstuhl für Assyriologie am College de France nach der Emeritierung von Jules Oppert 1905 scheiterte, da er katholischer Geistlicher war. Jean-Vincent Scheil wurde im Dezember 1908 in der Académie des Inscriptions et Belles-Lettres aufgenommen.

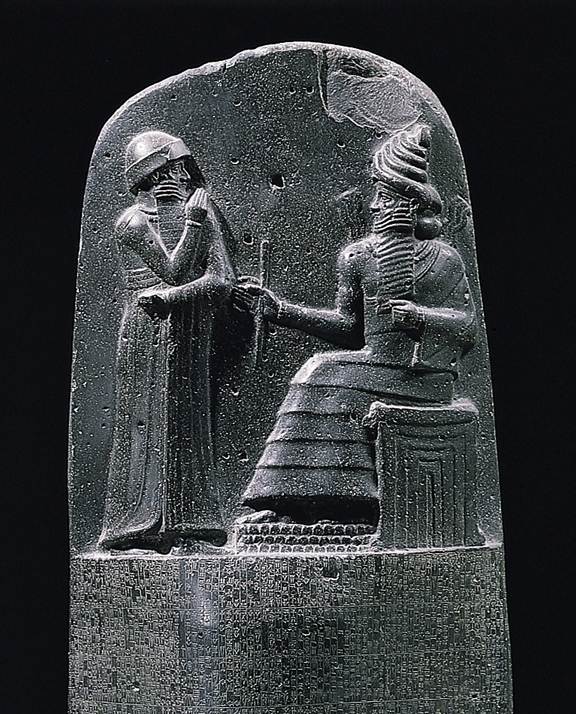
Stele des Codex Ḫammurapi

## Veröffentlichungen (Auswahl)
- Inscription assyrienne archaïque de Šamši-Ramman IV, roi d’Assyrie (824–811 av. J.-C.), Paris 1889
- mit Arthur Amiaud: Les Inscriptions de Salmanazar II, roi d’Assyrie (860–824 av. J.-C.), Paris 1890
- Recueil de signes archaïques de l’écriture cunéiforme, Paris 1898
- mit Charles Fossey: Grammaire assyrienne, Paris 1901
- Code des lois de Hammourabi, roi de Babylone, vers l’an 2000 av. J.-C., In: Mémoires de la Délégation en Perse 4, Paris 1902, S. 111–162
- Une saison de fouilles a Sippar, Kairo 1902
- La loi de Hammourabi (vers 2000 av. J.-C.), Paris 1904 Volltext (PDF; 739 kB)
- Annales de Tukulti Ninip II, Paris 1909
- Esagil, ou le Temple de Bêl-Marduk à Babylone, Paris 1913
- Le prisme d’Assaraddon, Paris 1914
- Recueil de lois assyriennes, Paris 1921